# Lourenço Carlos Mascarenhas de Araújo
Pouco se sabe dele. Lourenço Carlos Mascarenhas de Araújo foi dos descobridores do Serro do Frio nos primeiros anos do século XVIII, na bandeira de Antônio Soares Ferreira, com Manuel Correia de Arzão e outros.
Em 13 de fevereiro de 1701, o governador Artur de Sá e Menezes criou um distrito nas minas chamadas de Tocambira, nessa região do Ivituruí depois Serro e  nomeou Guarda-mor Antônio Soares Ferreira. Baltazar de Lemos de Morais foi nomeado procurador da Fazenda Real, Lourenço Carlos Mascarenhas de Araújo escrivão das datas.  
Foi um grande sertanista, que posteriormente devassou toda a região até a cidade de Salvador, na Bahia, em 1707.